# Juniperus scopulorum
Juniperus scopulorum es una especie de enebro nativo del oeste de América del Norte, en Canadá, en la Columbia Británica y el suroeste de Alberta, en los Estados Unidos desde Washington al este de Dakota del Norte, al sur de Arizona y también a nivel local el oeste de Texas, y más al norte México de Sonora al este de Coahuila. Crece a una altitud de 500-2,700 m en suelos secos, a menudo junto con otras especies de enebro.

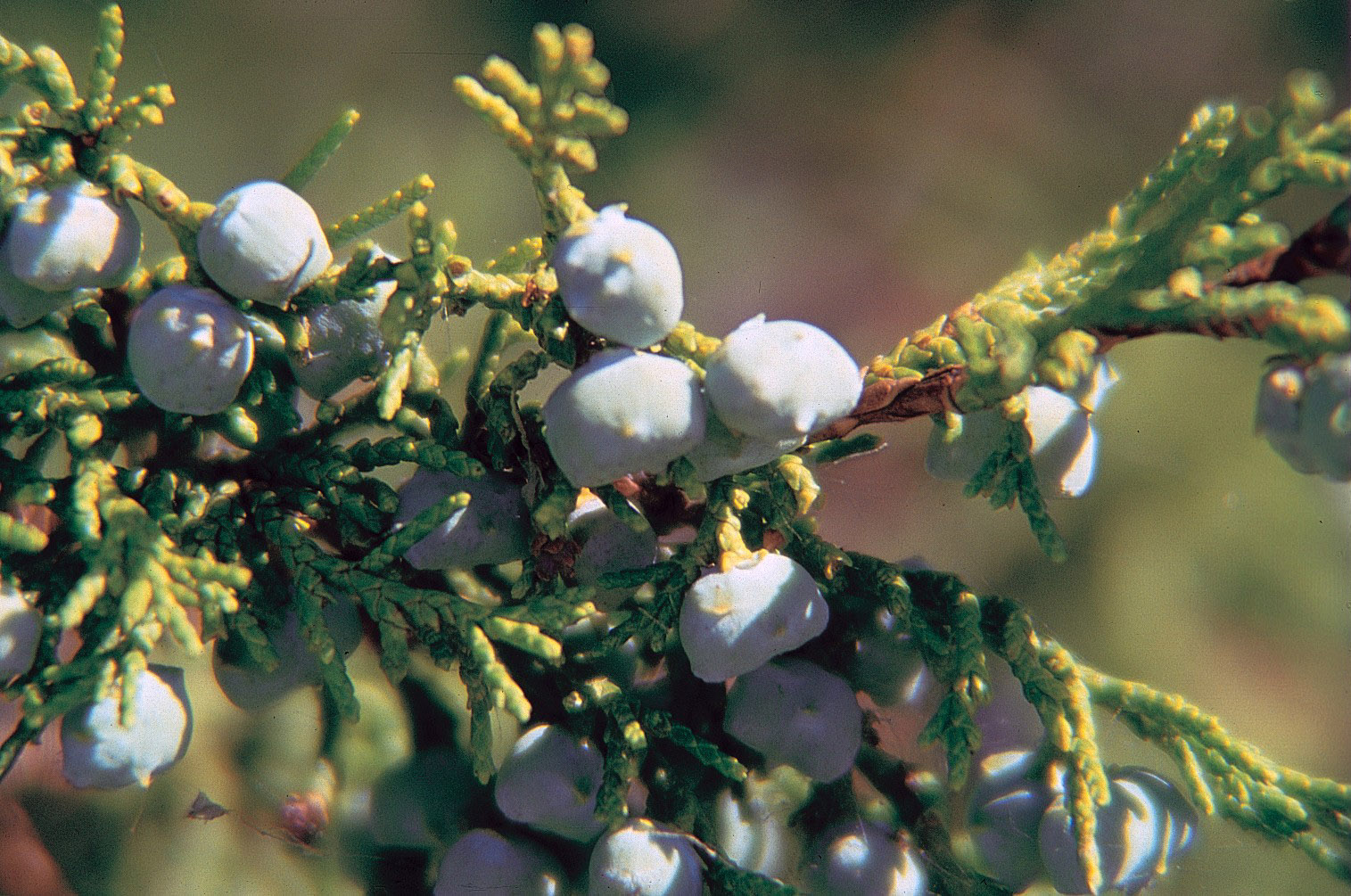
Follaje y conos

## Descripción
Es un pequeño árbol que alcanza un tamaño de 1.5 a 4.5 m (raramente hasta 6 m) de altura, con un tronco de hasta (rara vez 600 mm)  300 mm de diámetro. Los brotes son delgados, de 0,7-1,2 mm de diámetro. Las hojas están dispuestas en pares opuestos decusados, u ocasionalmente en verticilos de tres; las hojas adultas son escamosas, de 1-2 mm de largo y 1 a 1,5 mm de ancho. Las hojas juveniles (en plántulas jóvenes solamente) son en forma de aguja, de 5-10 mm de largo. Las piñas son de bayas, globosas a bilobuladas,  de 6-9 mm de diámetro, de color azul oscuro con un azul-blanco en floración cerosa pálido, y contienen dos semillas (rara vez una o tres); están maduras en unos 18 meses. Los conos de polen son de 2-4 mm de largo, y derraman su polen a principios de primavera. Es dioica, con la producción de conos de un solo sexo en cada árbol.

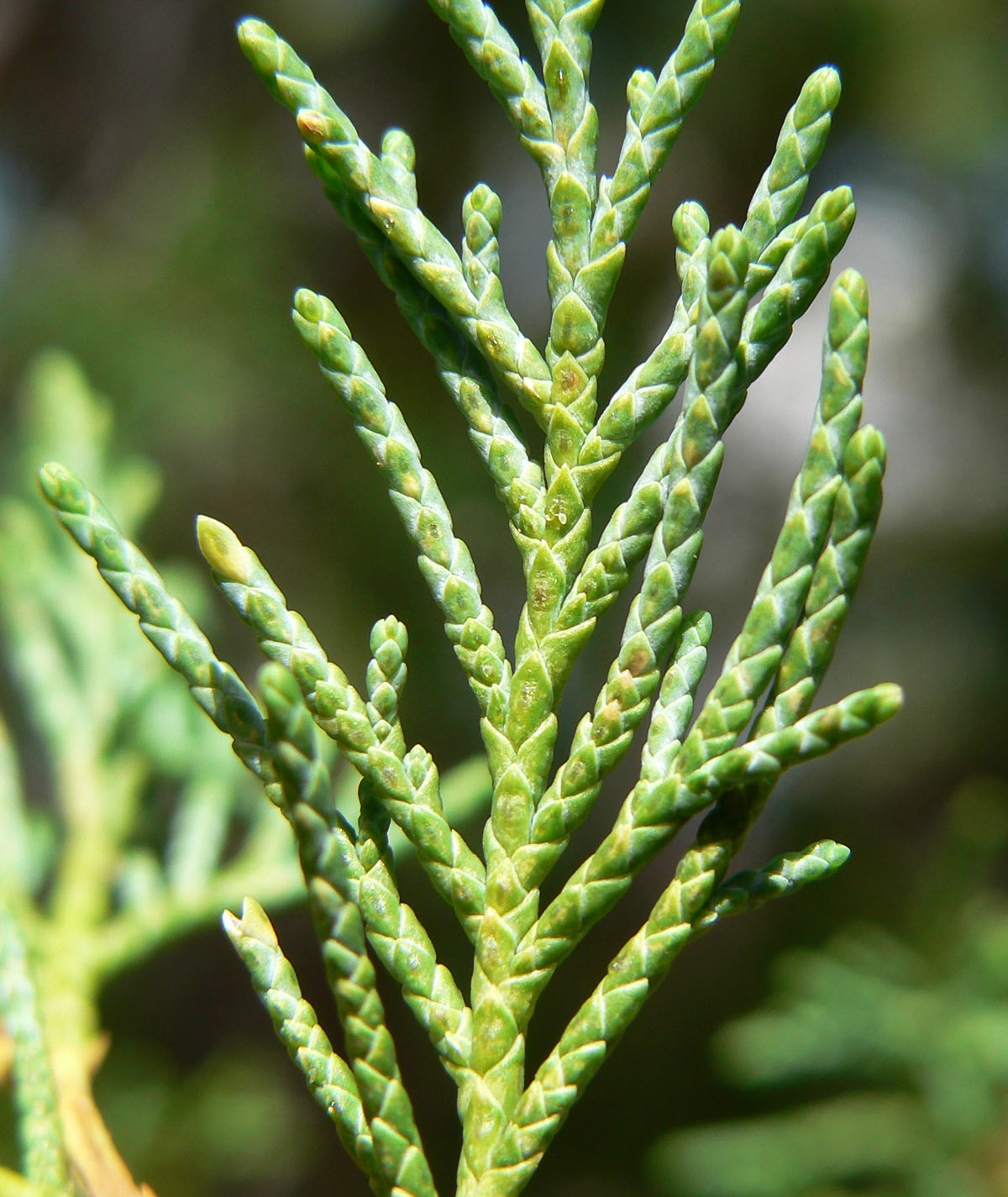
Hojas

Un ejemplar en particular, en el Jardine Juniper en Utah, se piensa que tiene más de 1500 años de edad, mientras que se encontró un tronco muerto en Nuevo México que llegó a tener 1.888 anillos; los árboles más viejos de la misma zona se sospecha que superan los 2.000 años.
Está estrechamente relacionado con Juniperus virginiana, y con frecuencia se híbrida con ella donde sus especies se encuentran en las Grandes Llanuras. Los híbridos con Juniperus horizontalis y Juniperus osteosperma también ocurren.
Poblaciones aisladas de enebros se producen desde cerca del nivel del mar en el Puget Sound área en Washington Park, cerca de Anacortes y el suroeste de la Columbia Británica en un parque llamado Smugglers Cove. En ambos lugares, hay un número considerable de ejemplares jóvenes y viejos. Anteriormente incluida en J. scopulorum, se ha demostrado recientemente que son genéticamente distintas, y se ha descrito como una nueva especie Juniperus maritima. Es una especie críptica apenas distinguibles en la morfología, aunque sí se diferencian en la fenología, con los conos con vencimiento en 14 a 16 meses, y a menudo tiene las puntas de las semillas expuestas en el vértice del cono.

## Usos
Algunas tribus indias del Plateau hierven una infusión de las hojas y corteza interna para tratar la tos y fiebres. Las bayas también a veces se hierven en una bebida que se utiliza como laxante y para tratar los resfriados.
El cultivar 'Skyrocket' es una muy popular planta ornamental en los jardines, que se cultiva por su hábito de crecimiento erecto. Debido a su disposición para una enfermedad fúngica, causada por Gymnosporangium juniperi-virginianae.  "Skyrocket" es cada vez más sustituido por el nuevo cultivar Juniperus virginiana 'Blue Arrow'. Varios otros cultivares también se cultivan en menor medida.
También es un árbol popular para bonsái en los EE. UU.

## Taxonomía
Juniperus scopulorum fue descrita por Charles Sprague Sargent y publicado en Garden & Forest 10(505): 420, f. 54. 1897.
Etimología
Juniperus: nombre genérico que procede del latín iuniperus, que es el nombre del enebro.
scopulorum: epíteto latíno que significa "de los acantilados"
Sinonimia
- Juniperus excelsa Pursh
- Juniperus occidentalis var. pleiosperma Engelm.
- Juniperus scopulorum var. columnaris Fassett
- Juniperus scopulorum f. columnaris (Fassett) Rehder
- Juniperus virginiana var. montana Vasey
- Juniperus virginiana var. scopulorum (Sarg.) Lemmon
- Juniperus virginiana subsp. scopulorum (Sarg.) A.E.Murray
- Sabina scopulorum (Sarg.) Rydb.[13]